# Naturschutzgebiet Grasberg
Das Naturschutzgebiet Grasberg mit einer Größe von 7,3 ha lag nordwestlich von Hachen im Stadtgebiet von Sundern (Sauerland). Das Gebiet wurde 1993 mit dem Landschaftsplan Sundern durch den Hochsauerlandkreis als Naturschutzgebiet (NSG) ausgewiesen. Bei der Neuaufstellung des Landschaftsplans Sundern 2019 wurde das NSG mit dem Naturschutzgebiet Effenberg und weiteren Flächen zum Naturschutzgebiet Mischwälder südlich des Effenberges mit 39,7 ha Flächengröße.

## Lebensräume
Beim NSG Grasberg handelt es sich um ein Waldgebiet mit Buchen- und Eichenmischwälder und Kalkfelsen, während in der Umgebung Fichtenwälder stehen. Es lag nordwestlich der Bergkuppe des Grasberges. Im Gebiet liegt eine westexponierte etwa 120 m lange, natürliche Kalk-Felswand mit bis zu 15 m hohen, meist nahezu senkrechte, überwiegend farn-, moos- und flechtenbewachsene, z. T. auch mit Efeu überhangene Felsen. Im direkten Umfeld der Felsen befinden sich einige Sommerlinden. Weiter südlich der großen Felswand befindet sich ein kleines bis 4 m hohes Felsenband. Die nähere und weitere Umgebung der Felsen ist mit struktur- und altholzreichen, z. T. totholzreichen Buchen- und Eichenmischwäldern bestockt. Es handelt sich meist um starke Rotbuchen und Trauben-Eichen, welche zum Zeitpunkt der Ausweisung 1993 bis zu 180 Jahre alt waren. An den Unterhängen im Osten des NSG waren auch Fichten, Birken, Eschen u. a. Baumarten beigemischt. Die nur stellenweise ausgebildete, spärliche Strauchschicht beschränkt sich meist auf Buchen-Naturverjüngung. Die Krautschicht zeigt geringe bis mittlere Deckungsgrade und deutet überwiegend einen basenreicheren Hainsimsen-Buchenwald-Standort an, auf den flachgründigen Steilhängen unterhalb der großen Felswand kleinflächig auch einen Waldmeister- bzw. Perlgras-Buchenwald-Standort. Hier hatte der Wald 1993 stellenweise durch eine kürzliche Altholz-Entnahme eine Plenterwaldstruktur.

## Schutzzweck
Neben den für alle Naturschutzgebiete im Landschaftsplan gleichen Schutzzwecke wurde für das NSG Grasbergt ein spezieller Schutzzweck festgelegt: „Schutz der regional geowissenschaftlich interessanten Felsklippen aus Cypridinenschiefer. Neben der hohen strukturellen Vielfalt des Schutzgebietes mit Refugialwert für Mollusken ist weiterhin das Vorkommen von Tilia platyphyllos interessant.“

## Weblink
- Naturschutzgebiet „Grasberg“ im Fachinformationssystem des Landesamtes für Natur, Umwelt und Klima Nordrhein-Westfalen